# Атеней
Вижте пояснителната страница за други личности с името Атеней.
Атеней Навкратски (на старогръцки: Ἀθήναιος Nαυκράτιος; на латински: Athenaeus Naucratita, Naucratitus, края на 2/началото на 3 век) е гръцки ретор и граматик от Навкратис в Египет. Той живее първо в Александрия, по-късно в Рим.
Неговото главно произведение са Deipnosophistai (на старогръцки: Δειπνοσοφισταί, „Гощавка на софисти“), от 15 книги, от които са запазени в откъси само първите три. Тук той пише за домакиня понтифекс Ларенсий и неговите 29 гости, които се разговарят за древногръцките традиции, за ежедневния живот, за изкуство и наука във форма на разговори на маса.

## Издания
- Georg Kaibel, Athenaei Naucratitae Dipnosophistarum libri 15. Архив на оригинала от 2017-07-14 в Wayback Machine. 3 Bde. Teubner, Leipzig 1887–1890, Teubner, Stuttgart 1985–1992.
- Ursula, Kurt Treu, Das Gelehrtenmahl. Dieterich, Leipzig 1987, ISBN 3-7350-0029-0.
- Claus Friedrich, Athenaios. Das Gelehrtenmahl., Stuttgart 1998, ISBN 978-3-7772-9813-9.
- Charles Burton Gulick, The Deipnosophists. 7 Bde. Loeb Classical Library. Heinemann, London 1927-1841
- Charles Duke Yonge, The Deipnosophists; or, Banquet of the learned, of Athenaeus. With an appendix of poetical fragments, rendered into English verse by various authors, and a general index. 3 Bde. Bohn, London 1854,